# عرب القميعي
قرية عرب القميعى هي إحدى القرى التابعة لمركز الصف في محافظة الجيزة في جمهورية مصر العربية. حسب إحصاءات سنة 2006، بلغ إجمالي السكان في عرب القميعى 2814 نسمة، منهم 1448 رجل و1366 امرأة.